# Советников, Иван Герасимович
Иван Герасимович Советников (13 июня 1897 — 1 февраля 1957) — советский военачальник, генерал-лейтенант (1941). Судья всесоюзной категории по пулевой стрельбе (1954).

## Биография
Родился 13 июля 1897 года в уездном городе Инсар Пензенской губернии. Окончив шесть классов, обучался в гимназии, по окончании которой работал учителем в школе.
Во время Первой мировой войны, в 1916 году, И. Г. Советников был призван в армию и направлен для обучения в 1-ю Казанскую школу прапорщиков, в том же году был выпущен в 167-й запасной полк Казанского военного округа. В полку прапорщик И. Г. Советников командовал ротой, в октябре 1917 года был избран командиром полка.
В РККА И. Г. Советников вступил в июне 1918 года, командовал ротой, затем батальоном. Участвовал в Гражданской войне, воевал с белогвардейцами на Восточном и Западном фронтах.

### Между войнами
После окончания Гражданской войны И. Г. Советников остался на военной службе. В январе 1921 года он был назначен командиром 7-й роты 166-го стрелкового полка ВНУС, с июля 1921 года — помощник командира 3-й роты 43-х Объединённых командирских курсов, с сентября 1922 года — помощник командира 3-й роты 81-х (позднее 6-х) Минских пехотных курсов. С июля 1924 года И. Г. Советников служил в Объединённой белорусской военной школе им. ЦИК БССР — помощником командира 1-й роты, затем, с сентября 1924 года — командиром взвода, с января 1926 года — вр.и.д. (с октября командир) 2-й роты, с октября 1927 года — командир роты стрелкового батальона, с февраля 1930 года — преподаватель тактики. В апреле 1931 года И. Г. Советников назначен командиром батальона и начальником школы 190-го стрелкового полка, с марта 1933 года — помощник начальника отдела боевой подготовки штаба Белорусского военного округа (БВО). В 1936 году поступил в Военную академию им. Фрунзе, прослушал два курса.
В октябре 1936 года И. Г. Советников был направлен военным советником в Испанию, участвовал в Гражданской войне. Через год, в октябре 1937 года вернулся в СССР.
После возвращения, в ноябре 1937 года И. Г. Советников становится помощником начальника 2-го отдела штаба БВО. C мая 1938 года по апрель 1939 года — командир 7-й стрелковой дивизии, затем помощник командующего Киевским особым военным округом (КОВО) по ВУЗам. В 1939 году вступил в ВКП(б).
В июле 1939 года И. Г. Советников был назначен командующим Житомирской армейской группой войск (с 16 сентября — Шепетовская армейская группа, с 18 сентября — Северная армейская группа), 26 сентября переформированной в 5-ю армию. На этом посту он принимал участие в Польском походе РККА (сентябрь-октябрь 1939 года) и Присоединении Бессарабии и Северной Буковины к СССР (июнь-июль 1940 года). Весной 1940 года был избран депутатом Верховного Совета Украинской ССР от Киверцовского округа Волынской области. 23-31 декабря 1940 года И. Г. Советников принимал участие в совещании высшего руководящего состава РККА в Москве.
С 17 января 1941 года И. Г. Советников — помощник командующего войсками КОВО по укрепленным районам (УР).

### Великая Отечественная война
С началом Великой Отечественной войны, 22 июня 1941 года КОВО был преобразован в Юго-Западный фронт, где генерал-майор И. Г. Советников находился на той же должности, позднее он становится заместителем командующего Юго-Западного фронта по тылу. 12 июля 1942 года Юго-Западный фронт был расформирован, на базе его управления был создан Сталинградский фронт, 30 сентября 1942 года Сталинградский фронт был переименован в Донской фронт, который 15 февраля 1943 года был преобразован в Центральный фронт. И. Г. Советников занимает должность заместителя командующего по тылу этих фронтов. На этих постах он участвовал в Оборонительной операции на Западной Украине, Киевской оборонительной операции, Сумско-Харьковской оборонительной операции, Елецкой операции, Барвенковско-Лозовской операции, Харьковской операции 1942 года, Воронежско-Ворошиловградской операции и Сталинградской битве.
22 июня 1943 года И. Г. Советников назначен командующим 34-й армией (Северо-Западный фронт). В ноябре 1943 года части 34-й армии были переданы в состав 1-й ударной армии, управление армии 10 января 1944 года было обращено на формирование управления 4-й армии (Закавказский фронт) — в её состав вошли советские войска в Иране. И. Г. Советников командовал 4-й армией до конца войны.

### После войны
В январе 1946 года И. Г. Советников был назначен первым заместителем командующего войсками Туркестанского военного округа. Обучался в Высшей военной академии имени К. Е. Ворошилова, которую окончил в 1949 году с отличием. Вернулся на ту же должность в Туркестанский военный округ. С 1950 года — заместитель командующего Прикарпатского военного округа. Избирался депутатом Верховного Совета Таджикской ССР, депутатом Верховного совета УССР.
Умер  1 февраля 1957 года во Львове. Похоронен на Лычаковском кладбище.

## Звания
- полковник
- комбриг — 09.02.1939
- комдив — 09.09.1939
- генерал-майор — 04.06.1940
- генерал-лейтенант — 09.11.1941

## Награды
- два ордена Ленина (2.01.1937, 21.02.1945)[2]
- четыре ордена Красного Знамени (22.02.1938, 04.02.1943, 3.11.1944, 20.06.1949)
- медали СССР